# Das schöne Abenteuer (1959)
Das schöne Abenteuer ist eine deutsche Literaturverfilmung von Kurt Hoffmann aus dem Jahr 1959. Sie beruht auf dem Roman Reise durchs Familienalbum von Antonia Ridge.

## Handlung
Dorothée Durand arbeitet als Lehrerin in Südengland. Ihre Eltern verstarben, als Dorothée zwei Jahre alt war, und so wuchs sie bei einer Tante auf. Während ihre Mutter Engländerin war, stammte ihr Vater aus Südfrankreich. Dorothée hat im Familienalbum ein Foto ihres Vaters gefunden, der in Nîmes vor einem Hotel steht. Da sie hofft, in Frankreich noch Verwandte zu haben, reist sie in den Sommerferien nach Nîmes. Das Hotel leitet inzwischen der verwitwete Marius Bridot, der einen kleinen Sohn namens Pierre hat. Er weiß nicht, was aus Dorothées Großeltern geworden ist. Bald interessieren sich sämtliche Stammkunden des Hotellokals für Dorothées Geschichte und sie finden heraus, wer das Foto von Dorothées Vater vor dem Lokal geschaffen hat. Zwar ist der Fotograf inzwischen verstorben, doch lebt sein Sohn noch, der gerne bei der Suche weiterhilft und bald vermelden kann, dass Dorothées Großeltern einst nach Saint-Fiacre gezogen sind.
In Saint-Fiacre erfährt Dorothée vom zuständigen Pfarrer, dass die Eltern weiter nach Saint-Étienne gezogen sind, und wird schließlich vom Busfahrer, der sie mit ins hoch in den Bergen gelegene Dorf gebracht hatte, zu einem Fußballspiel gefahren, bei dem die Mannschaft aus Saint-Étienne auf dem Platz steht. Obwohl sie noch nie ein Spiel gesehen hat, ist Dorothée begeistert und die Mannschaft ernennt sie nach dem gewonnenen Spiel zu ihrem Maskottchen. Vor allem der Spieler César ist von Dorothée angetan, der seine Aufmerksamkeit bald zu viel wird. Die Mannschaft nimmt sie in ihrem Mannschaftsbus mit bis nach Saint-Étienne und fährt sie bis zu der Adresse, wo ihre Cousinen leben sollen. Tatsächlich öffnen Cathérine und Françoise ihr die Tür und sind überglücklich, ihre Cousine nach so langer Zeit wiederzusehen.
Obwohl Dorothée ihren Koffer in Nîmes zurückgelassen hatte, da sie auf alle Fälle Pierre und Marius noch einmal wiedersehen wollte, entscheidet sie sich nun, den restlichen Urlaub bei ihren Verwandten zu verbringen, zumal die Schulbehörde in England ihr auch keine Verlängerung der Ferienzeit genehmigt. Marius bringt ihr den Koffer selbst vorbei und beide verbringen einen gemeinsamen Tag in Lyon. Auch bei einem großen Fahrradfest in der Nähe von Saint-Étienne nimmt Marius teil. Einen angedeuteten Heiratsantrag schlägt Dorothée aus: Sie kenne Marius kaum und habe schließlich auch ihren Beruf. Zwar würde sie gerne Pierre wiedersehen, doch warten in England zahlreiche Kinder auf sie als Lehrerin.
Der Abschied von Frankreich fällt schwer, zumal Dorothée für eine Reise im nächsten Jahr diszipliniert sparen müsste. Beim Umstieg nach Paris hört sie, dass der nächste Zug nach Nîmes in Kürze abfahren wird. Sie entscheidet sich spontan und fährt zurück nach Nîmes, wo sie von Pierre und Marius begeistert begrüßt wird.
Jahre später blättert Dorothée ihr eigenes Fotoalbum durch: die Hochzeit mit Marius, die Ehe ihrer beiden Cousinen, Pierre als junger Mann und sie und Marius anlässlich ihrer Silbernen Hochzeit.

## Produktion
Der Film wurde von Juni bis Juli 1959 gedreht. Als Studio diente das Bavaria-Atelier München-Geiselgasteig. Die Außenaufnahmen entstanden in Nimes, St. Etienne, Südfrankreich und Dover.
Das schöne Abenteuer erlebte am 29. September 1959 in den Münchener Rathaus-Lichtspielen seine Premiere. Am 19. Mai 1961 kam der Film in die Kinos der DDR und lief am 25. Februar 1967 erstmals auf DFF 1 im Fernsehen der DDR. Am 25. Dezember 1973 wurde der Film erstmals in der ARD gezeigt.
Die Bauten des Films schufen Robert Herlth und Otto Jaindl, die Kostüme stammen von Elisabeth Urbancic.

## Kritik
Der Spiegel schrieb anlässlich der Filmpremiere, dass „Regisseur Kurt Hoffmann, Spezialist… gemütlicher Munterkeit im deutschen Lichtspielhaus, […] aufs neue ein angenehmer Film [gelang], dessen Schluß allerdings gegen alle Kinoregeln allzusehr hinausgezögert wurde. Eitel Sonne und romantisches Vergnügen liegen über den sorgfältig und geschmackvoll gearbeiteten Szenen, in denen liebe Menschen einander fortwährend gut sind.“
„In gemächlich-vergnüglichem Stil inszeniertes liebevolles Bild des Kleinbürgertums in der Provence“, befand der film-dienst.
Cinema schrieb „Lilo Pulver ist süß wie immer. […] Fazit: Der Charme Lilos hat sich bis heute erhalten“.